# Spirocodon saltator
Spirocodon saltator är en nässeldjursart som först beskrevs av Wilhelm Gottlieb von Tilesius von Tilenau 1818.  Spirocodon saltator ingår i släktet Spirocodon och familjen Polyorchidae. Inga underarter finns listade i Catalogue of Life.